# 棺姬嘉依卡
《棺姬嘉依卡》是榊一郎撰寫，生肉ATK繪製插畫的日本輕小說作品。由富士見書房的富士見Fantasia文庫發行。全12卷。漫畫版則有於《月刊少年Ace》、《Age Premium》及《4格 nano ace》連載的3種版本。2013年7月發表電視動畫化消息，並於2014年4月播出。動畫第二季於2014年10月8日起TOKYO MX等日本電視台播出。

## 概要
於戰亂後的菲爾畢斯特大陸流浪的亂破師——托魯·亞裘拉，因為失去了亂破師的生存目的，而每天過著庸庸碌碌，並被妹妹阿卡莉責備的生活。某日，在托魯前往山中的時候，與謎之少女嘉依卡相遇了……

## 登場角色
本處人名與專有名詞皆採用台灣角川翻譯版本。

### 主要角色
托魯·亞裘拉（聲：間島淳司、寺崎裕香（幼年））
本作男主角，擁有黑色頭髮、黑色眼眸的少年，20歲。
是活躍於戰爭的特殊兵種「亂破師」集團的其中一員，但是在還沒踏上戰場前戰爭就已結束而失去了亂破師的生存意義，於村子被毀後每天在戴爾索蘭特過著不工作的頹廢生活。
雖然是亂破師，但個性上似乎不大適合，本人也有這樣的自覺，但有著自認已是被培養為亂破師而長大，已經無法轉換人生道路的覺悟。
內心渴望在世界上留下存在過的證據，而在與嘉依卡相遇後，重拾了生活意義與目標，並為幫助嘉依卡達成心願而踏上旅程。
主要武器為兩把小機劍。有著名為「鐵血轉化」的絕技，能讓自己的所有能力爆發性提升，但有時間上的限制。
第九卷時醒悟自己真正的想法其實是想改變世界，並在芙蕾多妮卡的「偷襲」下成為龍騎士。
賈茲皇帝復活後，拒絕其統治三分之一世界並繼續煽動戰亂的提案，在眾人的合作下將其討伐，但在事件結束失蹤。
作為打倒皇帝時使用大量魔法的後遺症，與白色嘉依卡一起失去了一部份的記憶，花了一年的時間拼湊彼此的記憶才回想自己的身分。後來在與阿卡莉與紅色嘉依卡重逢後，開始了尋找其他嘉依卡基因者的旅程。
在結局時，由於對不斷旅程感到厭倦，決定效法哈爾特根吸引其他嘉依卡的手法而建立了新生賈茲帝國，並在眾人的擁戴下當上皇帝；但也因為女性角色們時常爭吵著由誰當正妃而感到頭痛。
阿卡莉·亞裘拉（聲：原優子）
托魯的義妹，擁有跟托魯一樣的黑色長髮（動畫版為綠色）、黑色眼眸，17歲。
五官精美，氣質凜然，是位十足的美少女，但表情鮮少變化，讓人摸不透她在想什麼。對托魯有著深厚的情感與執著，當托魯與其他女性出現親密舉動時會毫不猶豫的用武器攻擊托魯。常常說些不知所云、惹托魯吐槽的話。
與哥哥托魯同樣是亂破師，主要武器為鐵槌。同樣會使用「鐵血轉化」。
擅長調配各類藥劑，也會製作煙霧彈、火藥等亂破師工作上需要用到的物品。
嘉依卡·托勒龐特（聲：安濟知佳）
本作女主角，擁有銀色的長髮與紫色瞳孔，揹著一具大型棺材，外貌約14、15歲左右。
個性天真單純，有些小迷糊，除了關鍵時刻之外都很笨手笨腳。主語言是北方的拉克語，因為說不慣大陸通用語，講話總是一段一段的。
是位魔法師，使用一把狙擊槍外型的魔法機杖，在魔法方面有出類拔萃的能力與集中力。
自稱真名為嘉依卡·賈茲，賈茲帝國之王、「禁忌皇帝」阿圖爾·賈茲的女兒，為收集父親被分括四散的遺體而行動，目的是憑弔自己的父親。對自己的棺材非常執著，只要棺材不在視線範圍內就會非常不安。有著記憶缺陷，不記得戰爭結束後四年內的一大段記憶。
實際上為嘉依卡基因者之一，衣著以白色為主調，所以識別上被稱呼為「白色嘉依卡」。
芙蕾多妮卡（聲：齋藤千和）
金髮赤眼的少女，真正身分是棄獸的一種「裝鎧龍」。
具有能自由變換自己外型的能力，所以嚴格來講裝鎧龍並沒有所謂原本的模樣，變成少女的模樣是為了方便與托魯等人交談。
能與人類借由交換肉體的一部份的方式簽訂契約，讓契約者能使用裝鎧龍的魔法。與八英雄之一的多明妮卡簽訂契約，成為一心同體的龍騎士。而在多明妮卡死亡後為完成她死前要再戰鬥的遺願，自己變化成多明妮卡的樣子度日。在被托魯擊敗後從這份願想中釋懷，卻開始想著再跟托魯對戰一回，從此纏上了托魯等人。頭部曾經被蕾拉識破弱點而被魔物咬昏。
沒有用來稱呼自己的名字，因為對獨來獨往的裝鎧龍而言沒有意義。曾自稱「東之六四五」，而「芙蕾多妮卡」這個名字是托魯所取，變化於多明妮卡。
個性如貓般隨心所欲，常常消失了一段時間後又出現，為了親自殺死托魯而會幫助他們脫離危險，但也常常以此作為要脅。不過實際上裝鎧龍的感情比較淡薄，所以本身的大部分行為其實都是模仿人類，包含要殺死托魯的想法，也只是以「人類或許會這麼做」為出發點。對芙蕾多妮卡而言她的「夥伴」只有她的騎士，不過她並不討厭托魯等人。
曾向托魯提出締結契約的提案，而托魯認為自身還不夠成熟，會過於沉迷龍騎士的力量而選擇保留答覆，等到總有一天再接受。賈茲皇帝復活時讓托魯變成龍騎士。

### 戰後復興推進機構（克里曼機構）
亞伯力克·基烈特（聲：細谷佳正）
維馬克王國的青年騎士，隸屬戰後復興推進機構的基烈特隊之隊長。
金髮碧眼，整齊俊秀的五官讓他頗有貴族公子的氣息。出身於武術世家，劍術能力十分了得，連托魯在鐵血轉換的狀態下都難以取勝。為人也非常正直，敦厚善良，深得部下的信賴，然而在感情上卻有些天然而遲鈍。
小說第六卷時為了阻止航天要塞的互相衝突出手制服地上部隊的指揮官，但最後在航天要塞的互撞引發的土石流中身亡，只留下一條左臂。
因為被奇伊暗中相救且洗腦後再度現身，並與同樣參加了武鬥大會的托魯相鬥，但在托魯斬斷其左手的義肢後恢復記憶，並在賈茲皇帝復活後與托魯等人聯手反抗意圖成為新神的皇帝。
事件結束後因為和薇薇結婚而暫時離隊。
動畫版中則是被炮火擊中身亡，只留下一把劍，之後判明被奇伊所救，並身處哈爾特根公國。
尼古拉·阿弗多托爾（聲：佐藤健輔）
基烈特隊的副官，身材壯碩的巨漢，原傭兵，與托魯同樣以「機劍」為武器。
不只有著與體型相符的力氣，還出乎意外的靈巧，是個戰鬥經歷豐富的技巧派。
除此之外有著豐富的歷練經驗，並以此輔佐著基烈特。
薇薇·荷羅派涅（聲：野水伊織）
嘉依卡基因者之一，亞伯力克的少女隨從，擁有金色長髮，以針為主要武器的暗殺者。
典雅的外貌與舉止讓薇薇看似出生於貴族世家，實際上她是貴族的養女，被養父培養成除去政敵的道具。
在養父失勢自殺後恢復自由之身，幾番輾轉後加入基烈特隊。
愛慕著亞伯力克，但對於自己暗殺者的身份感到自卑，遲遲不敢有所表示。然而這件事除了亞伯力克以外，所有基烈特隊的成員都知道。
對托魯等人的態度異常惡劣，非常鄙視亂破師，但似乎是因為與自己的暗殺者身份相近而感到排斥。
第六卷末因為得知基烈特的死訊而大受打擊，在第七卷開頭變成如同嘉依卡的銀髮紫瞳，奇伊謂之為「棺姬嘉依卡因子的未完全覺醒」。
並沒有打算從奇伊的話裡得知的訊息中來收集賈茲皇帝的遺體了解復活之術的方法。
事件結束後和基烈特結婚而暫時離隊，在被帶回對方家中見家長時因為基烈特的母親拔劍要測試她的實力時而大吃一驚。
芷依塔·布魯薩斯可（聲：幸田夢波）
亞伯力克的隨從，戴著眼鏡的嬌小少女。
是位優秀的魔法師，也是位精通機械裝置的機工師。戰鬥能力不高，主要負責各種機械的整備與修補等後勤工作。
與薇薇年紀相近，因而成為無話不談的好友。
馬特烏斯·卡拉威（聲：森嶋秀太）
亞伯力克的男性隨從，過去曾是僧侶的的魔法師，擅長使用通訊系與精神操控系的魔法，能操控動物來進行追蹤或偵查的任務，甚至能使役棄獸。
所用的棄獸有「獨角馬」（追蹤嘉依卡時使用）、「奇眼鳥」（與托魯他們戰鬥時使用）。
李奧納多·史特拉（聲：山本和臣）
亞伯力克的少年隨從，為從胎兒時期就被施以人工改造所製作的「亞人兵」，擔任基烈特隊的斥侯。
雖是基烈特隊最年少的成員，但特殊而坎坷的身世讓他不像一般小孩一樣率性。
康拉德·斯坦梅茨（聲：金尾哲夫）
戰後復興推進機構的主管，基烈特的上司。
卡蓮·龐巴爾迪亞（聲：大空直美）
康拉德的女性輔佐官。

### 紅色嘉依卡一行人
嘉依卡·布芙丹（聲：藏合紗惠子）
嘉依卡基因者之一，有著銀色齊肩短髮與紫色瞳孔，帶著棺材的少女。穿著朱紅色的衣物及頭飾，識別上被稱呼為「紅色嘉依卡」。
與白色嘉依卡有著相似的樣貌，但身體發育較成熟，同樣有著收集遺體的目標，主張自己才是真正的嘉依卡·賈茲。個性上較為好勝強勢，相對於只想要祭弔父親的白色嘉依卡，紅色嘉依卡還想要復興賈茲帝國，並將當時殺害或是背棄父親的人全部殺光，有著強烈的仇恨心態。
與同樣在收集遺體的托魯等人是時而為競爭對手，時而為共同作戰的同伴的複雜關係。
對托魯本人似乎意外的很在意對方，並希望他能成為自己一方的成員。
是名劍士，所用的武器是把構造為蛇咬劍的機劍。
與白色嘉依卡同樣有著記憶缺陷。
賈茲皇帝復活後選擇與托魯等人聯手反抗，並於事後與阿卡莉一起去尋找下落不明的托魯。
大衛（聲：勝沼紀義）
嘉依卡·布芙丹的男性同伴。個性樂觀，言行有些輕浮的槍使。
原本出身於某個位於國境邊緣的城鎮，後在國境變遷下原本的居民們因不堪新移民的欺壓而離開，離開的居民們在一位退役軍人的帶領下成為傭兵團才得以生存在亂世之中。大衛等人雖一心想報答引導他們的首領，然而這支傭兵團在一次戰爭中遭到殲滅，只剩下大衛與賽爾瑪倖存，在他們一片茫然之際遇上了嘉依卡·布芙丹，為轉換報恩的依託而成為了她的隨從。
從其口中得知，同樣自稱嘉依卡在收集遺體的不止一人，光是他們所知的就還有另外三人。
賈茲皇帝復活後選擇與托魯等人聯手反抗，事後依舊跟著紅色嘉依卡一起旅行，最後因賽爾瑪懷孕而脫離了隊伍。
賽爾瑪（聲：布萊德庫特·莎拉·惠美）
嘉依卡·布芙丹的女性同伴。大約二十五歲左右，有著紅髮與淺黑色的肌膚為特徵，本職是魔法師的傭兵。
相較於樂觀的大衛，個性較為慎重。有著一般魔法師所沒有的矯健身手。
賈茲皇帝復活後選擇與托魯等人聯手反抗，事後依舊跟著紅色嘉依卡一起旅行，最後因懷了大衛的孩子無法繼續旅行而脫離了隊伍。

### 加瓦爾尼公爵領地
葛拉特·藍斯亞（聲：東地宏樹）
自稱為加瓦爾尼公爵家總管的男子。外表年約四十歲，有著看似敏銳精明到讓人覺得有些神經質的五官。
實為魔法師，專注於支配他人的魔法，期望能藉此統合的所有人。只在乎著研究自己所開創的魔法術式，並不斷嘗試將之改良，甚至可以為此完全不顧道德倫理而任意犧牲他人作實驗品。協助里加爾圖等人最大的理由，是因為在戰亂時代時能隨意取得用不完的實驗對象。
最後被解除了控制的阿卡莉給打成重傷並昏迷，應該在航天要塞崩毀後死亡。
蕾拉（聲：牧野由依）
穿著蒼藍色衣服的少女。帶著面紗，身上似乎散發出一種宛如媚藥般勾引男性的體香。
自稱是真正的嘉依卡本人，實際上也是覺醒的嘉依卡基因者之一，有著能透過情緒和身體狀況來調整的體味，令周圍男性因此發狂，並有著能讓這能力發揮到極致的調藥技術。
某一天得知嘉依卡基因者使命的真實秘密。為了復仇而捨棄嘉依卡的名稱，並幫葛拉特·藍斯亞和里加爾圖·加瓦爾尼兩人完成重新令大陸回到戰亂時代的願望。
雖然捨棄了嘉依卡的身分，但還是在收集著遺體，最後與白色嘉依卡對峙時被其魔法重創，最後找到了同樣處於垂死狀態的里加爾圖一同消失在崩壞的要塞中。
識別上被稱為「藍色嘉依卡」。
里加爾圖·加瓦爾尼（聲：緒方惠美）
加瓦爾尼公爵最小的兒子。
於要塞〈凌空者〉內與托魯和嘉依卡相遇，並向兩人表示是被管家葛拉特奪走一切的可憐少年。
實為賈茲皇帝的信奉者，並想透過收集遺體的方式成為其精神上的繼承人，因此與葛拉特、蕾拉同謀，意圖利用航天要塞在維馬克王國首都自爆，重新令大陸回到戰亂時代。
是個有著殺害生物的本能的異常者，將自己的父母家人，以及強行抓到要塞內的女性們給盡數殺害，雖然本身沒有接受過訓練，卻能活用這種本能將受過武術訓練的托魯給壓著打。
最後被托魯給擊敗而受到重傷，於垂死之際被蕾拉找到，兩人一同消失在崩壞的要塞中。

### 八英雄
羅伯特·阿巴爾特（聲：土師孝也）
治理城塞都市「戴爾索蘭特」的領主，出身於武士門第。
年輕時因為右手肘粉碎性骨折的意外，雖然經過治療而不妨礙生活卻無法成為騎士，因此選擇了當魔法師。
一心想立下不遜於騎士的功績，因而於賈茲帝國攻防戰中加入了潛入皇宮的敢死特攻隊，獲得了阿圖爾·賈茲的遺體。藉由遺體的力量將房子變成機杖，在屋子的內部能自由如使用手臂般移動、阻擋或投擲物品。與托魯戰鬥後，遺體被托魯等人搶走。
獲得的阿圖爾·賈茲遺體是左手。
似乎見過過去的嘉依卡。
多明妮卡·斯考達（聲：齋藤千和）
以拉提遜周邊土地為領地的女性龍騎士，沒落的騎士貴族，雙親過世後與妹妹露婕一同生活。
自從原本作為領主的父親去世後，領地的居民就越來越瞧不起斯考達家。而為重振家族，也是為了守護露婕，多明妮卡決意從軍，更為獲得力量而與裝鎧龍訂下契約，成為龍騎士。然而就在多明妮卡衣錦還鄉後卻發現露婕早已去世，原來村民趁多明妮卡不在時強求露婕交出財產救濟村民，而在露婕不肯將傳家之寶交出來時對她暴力相向，使露婕受到重創後因傷勢惡化而死。知曉事實的多明妮卡便將當時對露婕動手的村民全數殺死，因而讓她留下了嗜殺村民的傳言。
多明妮卡在露婕過世後便失去了生活目標，最後因為過度自責而病逝，死前只留下還想再上戰場的願望，因為除了戰鬥她已一無所有。托魯一行人遇見的多明妮卡是芙蕾多妮卡變成的。
獲得的阿圖爾·賈茲遺體是眼睛。
西蒙·斯坎尼亞（聲：木下浩之）
八英雄之一。賈茲帝國攻防戰時的兵種為魔法師。
過去在所屬部隊時遭到大規模殲滅系魔法的襲擊，只有自己一人生還。後來得知是好友與妻子之間有姦情而出賣了他所在部隊的行動情報後將兩人殺死，但因罪證不足而沒有被逮捕。因為被兩位自己最相信的人所背叛，之後又見到無數次人與人之間的相互背叛，從此就不再相信人與人之間的信賴。
於賈茲帝國攻防戰時加入了特攻隊中，因而成為八英雄之一。但在戰爭結束之後卻脫離軍隊失蹤，一個人隱居在「不歸谷」中，並在其中佈下大範圍的幻影·精神支配魔法令進入谷中的人自相殘殺來取樂。
等嘉依卡一行人來到其據點時已經死亡，屍體則成了木乃伊的模樣。
獲得的阿圖爾·賈茲遺體是右腿。
史蒂芬·巴爾塔札·哈爾特根（聲：山野井仁）
哈爾特根公國的公王，外號「斬首王」，大約30多歲。八英雄中的領袖，是名武術達人。賈茲帝國攻防戰的最後，將禁忌皇帝之女（嘉依卡）給殺死的人。但同時迷戀上被他斬首的嘉依卡，事後因此後悔不已。
以所持有的「遺體」為獎品，每年舉辦著武術大會。過去還是個普通的執政者，但在收養了愛琳娜與伊琳娜為養女後就突然改變了施政方針，而專注在舉辦武術大會之上，因此引起了諸多國民的不滿。
在黑色嘉依卡收集完賈茲皇帝的遺體之後被她所殺。動畫版則是被賈茲皇帝所殺。
克林·摩根（聲：岩崎博）
八英雄之一。賈茲帝國攻防戰時的兵種為機槍士。
小說版是在八英雄之首史蒂芬的回憶中，於八英雄與賈茲皇帝的戰鬥中有提到過名字，本人並未正式登場。
動畫版是某個港口城鎮中的大船主，為了遺忘賈茲皇帝給人的恐懼感而不斷找來藝人想取悅自己。
最後被托魯一行找上門來，在戰鬥後交出了遺體的一部分，還被迫把船借給托魯等人去尋找海外的某座島。
獲得的阿圖爾·賈茲遺體是耳朵。
亞蘭·托拉蒙塔那
八英雄之一。賈茲帝國攻防戰時的兵種為槍使。擁有子爵的地位。
是八英雄之中唯一一個沒有在故事本篇和動畫版中登場的人，不過作品中有提到將賈茲皇帝的遺體賣掉的英雄，很可能就是他。
葛倫·冬克沃特（聲：牛山茂）
八英雄之一。賈茲帝國攻防戰時的兵種為弓箭手；射箭技術高超，被世人稱為「弓聖」。
小說版是在八英雄之首史蒂芬的回憶中，於八英雄與賈茲皇帝的戰鬥中有提到過名字；在特別篇中以保護兒子的旅店為條件，雇用托魯等人，在事成後將遺體當成報酬交了出去。
動畫版中似乎是隱居在某處，結果被紅色嘉依卡一行找上門來搶奪其擁有的遺體，最後落敗，所持有的遺體也被搶走。
之後向同樣找上門來的托魯等人說出遺體已被紅色嘉依卡一行搶走的事。
獲得的阿圖爾·賈茲遺體是右手。
庫羅蒂亞·道奇（聲：勝生真沙子）
八英雄之一。賈茲帝國攻防戰時的兵種為魔法師。
小說版是在八英雄之首史蒂芬的回憶中，於八英雄與賈茲皇帝的戰鬥中有提到過名字，本人並未正式登場。
動畫版於第二季第一集登場，身手矯健、能以必須詠唱的咒語縮短至極限的方式力壓一般的魔法師。
從劇中來看已放棄戰鬥，轉而與同樣自戰場下退下來的士兵們共同經營葡萄酒酒廠。
獲得的阿圖爾·賈茲遺體是心脏。

### 八英雄相關人物
露婕·斯考達
多明妮卡的妹妹，總是為姐姐著想的溫柔少女。
在戰爭期間姐姐從軍時因為斯考達家的剩餘財產被領民所覬覦，在領民爭相搶奪時為了保護財產而身受重傷，最後不治身亡。
未在動畫版登場，不過原作裡她所穿的衣物後來被芙蕾多妮卡在動畫裡給穿上了。
愛琳娜·哈爾特根、伊琳娜·哈爾特根（聲：有賀由衣（愛琳娜）、嶋村侑（伊琳娜））
哈爾特根公國的公主，為雙胞胎姐妹。
並非公王史蒂芬親生，而是他所收養的養女，因為在收養她們後，公王的執政方針就有了大幅的改變而被國民私底下稱為「雙子的毒婦」。
有著銀髮紫瞳，識別上被稱為「黑色嘉依卡」。
實際上只是真正的黑色嘉依卡（嘉依卡·卡瑪茲）所操縱的傀儡。
嘉依卡·卡瑪茲（聲：丹下櫻）
藉由哈爾特根公國公王史蒂芬的力量收集愛琳娜、伊琳娜以及其他五名嘉依卡擁有的遺體，以讓賈茲皇帝復活的其中一名嘉依卡，真正的「黑色嘉依卡」。
托魯等人來到哈爾特根公國舉辦的武術大會時，利用公王麾下的辛與亂破師將阿卡莉與白色嘉依卡抓住當作人質，逼迫托魯交出賈茲的遺體。
集合了賈茲的遺體後，藉由啃食遺體讓賈茲復生，但最後腹部被重新誕生的賈茲撕裂，因而死亡。
動畫版中在賈茲復活後依然活著，並與阿卡莉和紅色嘉依卡交戰，最終敗北。
辛·亞裘拉（聲：櫻井孝宏）
與托魯、阿卡莉同樣出身自亞裘拉村的亂破師，和不同流派的六連星眾共同侍奉於哈爾特根公王史蒂芬。
在輩分上是高於托魯兄妹兩人一個世代的亂破師，也是兩人的指導者。看穿了托魯兄妹其實不適合當個亂破師的事實。
被復活的賈茲皇帝選為新的三名大陸之王之一，並將其改造，於最後決戰中敗給了阿卡莉、紅色嘉依卡、基烈特隊的聯手之下而死。

### 賈茲帝國
阿圖爾·賈茲（聲：手塚秀彰）
有著「魔王」、「禁忌皇帝」、「大賢者」、「狂戰王」、「賢帝」等異名的賈茲帝國皇帝。傳聞中活了500多年，300年來一直統治著帝國，他所開發出的魔法技術對戰國時代的菲爾畢斯特大陸造成了極大的影響。於大陸曆1604年被其他六國視為「戰亂的根源」而締結同盟，並在六國合力攻打下滅亡，自己也被參與突擊皇宮的八英雄所殺，其遺體也被分裂由八英雄各自帶走。
於第九卷被集齊全部遺體的黑色嘉依卡使用秘術而復活。
實為神的地上代理人「皇像」，目的是使大陸永遠處在戰亂環境中，好令神可以「享用美食」。知道這點後開始對自己的處境不滿，於是意圖反叛神，但被神發現後遭奇伊唆使各國圍攻賈茲帝國，並遭八英雄殺害。
但事先留下的復活手段「嘉依卡」令他可以成功復活，並透過事先的研究成功弒神，並試圖成為新的神、讓大陸重新陷入戰亂之中，但在托魯等人的努力下被打倒。
維克多·伊熱夫斯克（聲：小室正幸）
賈茲帝國魔法技術院副院長，奉賈茲皇帝的密命在帝國境外的孤島上建立了鍊金術研究所，在帝國滅亡後仍持續研究著。
為了得到如何使用皇帝的「遺產」的方式，因此散布了「遺體」因事故而沉沒於附近海域的消息，好引誘被稱為「嘉依卡」的少女們自投羅網，並將其殺害奪取其腦中的記憶。
在研究過程中創造出了複製亞人士兵與棄獸的手段。
原作是被叛亂的亞人兵們所殺，動畫版則是被白色嘉依卡借助妮娃強化後的魔法給直擊而死。
妮娃·萊妲（聲：平井祥惠）
以棄獸的軀體和機杖的材料所製作的「活體機杖」。腦部組織移植了四種棄獸的因子，骨骼則由複合性的機杖材料構成。具有神秘且強大的力量，被伊熱夫斯克稱為賈茲帝國的「遺產」，並被他密切的保管起來。外表看來是有著紫色頭髮與金銀雙瞳的少女。
因為上述建構活體機杖的理由，身上有許多手術過的痕跡。
實為賈茲皇帝用來弒神和讓自己成為神而特地打造的「神器」，在最後成神儀式發動後被認為已失去利用價值的賈茲皇帝拋棄，之後為白色嘉依卡說服，成為其機杖去對抗皇帝。
基里爾·塔特拉47（聲：興津和幸）
伊熱夫斯克手下的亞人兵部隊的隊長。是在賈茲皇帝的命令下與伊熱夫斯克等人一同來到島上負責保衛魔法師們。
戰鬥能力於亞人兵中算是非常突出的一員，雖沒受過正式戰鬥技巧的訓練，但憑藉優異的體能就足以與托魯打得不分上下。
對伊熱夫斯克與其屬下的魔法師對亞人兵的不友善態度與亞人兵部隊遲遲派不上用場而感到憤慨。
後被奇伊唆使，與手下的亞人兵們一同對魔法師們發起發起叛亂，並和同樣來島上的托魯交手。
在伊熱夫斯死亡後留在島上，與手下打算建立起自己的勢力。
娥蘇拉·塔特拉12（聲：東山奈央）
基里爾部下的女性亞人兵。因為戰鬥能力比一般標準的亞人兵還弱而被視為瑕疵品，所以平時負責處理魔法師們的日常雜務。
仰慕基里爾。

### 民間人
哈絲敏·巫羅（聲：小日向茜）
托魯小時候住在亞裘拉村的時候，跟著巡迴商隊一起來到村裡的商人女子，托魯的初戀對象。
與商隊的某位男性相戀，後懷有身孕。然而就在某次正要前往亞裘拉村的時候，商隊被山賊襲擊。父母與戀人皆遭殺害，雖然捨命帶著嬰兒逃走，但最後仍然在托魯的面前與嬰兒一同身亡。她的死亡對托魯來說意義深遠。
後來襲擊她們的山賊最後被亞裘拉村的人所殺，來作為對其他勢力的警告。
山賊襲擊事件的幕後實為辛發覺她在亞裘拉村散布的思想對未來要成為亂破師的孩子們很不利，於是暗中引來山賊襲擊商隊，事後再利用村子的力量消滅山賊。

### 其他
奇伊（聲：村瀨步）
嘉依卡的情報提供者，目的不明的神祕存在。外觀為年約十五歲的少年，有著俊秀完美的五官，卻讓人感覺不出有人類的氣息。
總是如同幻影般突然出現，又如同幻影般消失，連身為亂破師的托魯都看不出他是如何做到的。
稱呼自己是期待嘉依卡表現的人，但只會提供例如遺體下落之類的情報，不會直接出手干預。
實際上是「神」在世上的代行者，意圖令嘉依卡們收集完遺體後令賈茲皇帝復活，並趁機將皇帝徹底消滅。
托魯等人發現了賈茲皇帝的「遺產」後，而說出要排除白色嘉依卡的「職責」令托魯等人一起退場，並第一次出手干預事態，結果則是被使用了「遺產」的白色嘉依卡以魔法消滅。但又重新出現在薇薇面前。
在八英雄之首史蒂芬公王舉辦的武鬥大會上派出包括基烈特在內的數名「神使」，意圖將復活的賈茲皇帝消滅，但為將自己的能力調整過的賈茲皇帝將神使擊敗，事後則被賈茲皇帝以弒神之法連同神一起消滅。
動畫版中則為賈茲皇帝本人，為確保自己的復活而行動，在動畫第二季第九集揭露。

## 用語
亂破師
對活躍於戰場的特殊士兵之稱謂，專長於暗殺、搗亂、奇襲、煽動和偵查等各式各樣的非正面任務，被稱為戰場上的萬事通。然而除了正面戰鬥外，為達目的還會不擇手段的使用毒藥、暗器、挾持人質、偷襲等一般騎士與戰士不屑使用的陰險手段，也讓亂破師常被鄙視為戰場走狗。
本身是不屬於任何國家的獨立集團，多以傭兵的形式受雇於各個國家。雖然沒有固定忠誠對象的這點常受他人鄙視，不過實際上亂破師有著只要選定雇主，直到契約結束前就絕不背叛的堅持。
亂破師的能力在戰爭時期雖備受各方勢力青睞，但在和平時代來臨後，各國害怕亂破師的技能會帶來混亂與叛變，下令殲滅了各個培養亂破師的村莊，而亂破師們也就四散於世界中。
主要有兩個流派：托魯與阿卡莉出身的「亞裘拉戰魔眾」和「昴星團六連星眾」。
戰魔眾是以培養出多才多藝，能應付各種情況的一個人；六連星眾則是培養專精於單一技能的個人，然後以人數來彌補技能的不足。
嘉依卡
有著已經滅亡的賈茲帝國皇帝「阿圖爾·賈茲」的女兒之名的少女們的名字。實際上是賈茲皇帝為了讓自己復活術式的稱呼，而作爲嘉依卡記憶藍本的女孩在賈茲皇帝被殺後，同樣被當時在場的八英雄殺害了，記憶藍本的女孩自身名字不明。
賈茲皇帝在生時利用帝國的官方機關收集女性的孤兒們注入嘉依卡的術式和進行特定技能訓練，在少女們成長到某階段時，會於特定的情況下會將腦中埋藏著的魔法術式發動，然後將親人與友人盡數殺害後令嘉依卡的人格覺醒，讓她們自發性的開始收集皇帝的遺體。
故事中出現的嘉依卡們，其實都是因子覺醒後強制複寫上了嘉依卡的人格與記憶的人。嘉依卡基因者共同的特徵是有著銀髮紫瞳、缺少一部分的記憶、具備著某種技能，以及興奮時會出現在脖子上的環狀傷痕。最終的目的是收集到所有的遺體，然後將其吃下後於體內將構成皇帝的所有因子給分析、精鍊、重組後令皇帝復活，但在皇帝復活的同時，那名嘉依卡也會因為身體被撕裂而死。之所以會有白、紅、藍等多數嘉依卡的存在，只是為了防止人數太少而死掉的又太多就無法完成上述目標的預防措施。
戰後復興推進機構（克里曼機構）
東方七國所屬的跨國籍組織，負責戰後復興的各種支援工作與找出和平時代該有的執政管理方式。最高責任者為機關長「康拉德·斯坦梅茨」。
雖說有個很偉大的名目，但實際上不論人員、規模或是資金都非常缺乏，經常必須在很有限的情況下設法做出妥善的安排，從而成了一個解決戰後的種種問題的善後窗口。
魔法師
以機杖使用魔法之人的統稱。雖說因為出現歷史短而不像騎士一樣受到尊崇，但只要做好充分準備，便能發揮強大的威力與效果。
機杖
魔法師發動魔法時所需使用的道具通稱，能將人類實行魔法變成可能的裝置，缺點是使用時無法移動。
構造多半很長、高大笨重且難以攜帶移動，但隨著結構與樣式的差異，能達到各種功能與作用。
機動車
被歸類為大型機杖的自動車，基本上只有魔法師可以駕駛，但托魯等人曾利用芙蕾多妮卡來駕駛移動。
托魯等人所使用的機動車名稱為「斯維特萊納號」，基烈特一行所用機動車的名稱是「四月號」。

菲爾畢斯特整個大陸境內不到十座。能在空中浮游、飛行，擁有一座就能將一個小國殲滅的強大戰力、也是最強的魔法兵器。
形狀為圓筒狀，可搭載數千名士兵。
在攻略賈茲帝國時曾動用了三到四座。
棄獸
除了人類之外對於能夠使用魔法的野獸統稱。
不同於使用機杖來操控魔法的人類，棄獸能藉由身體本身來操控並使用魔法。
已認知的棄獸共有七種。分別是雙頭犬、奇眼鳥、獨角馬、猛禽獸、大海魔、裝鎧龍與幻想樹（エント），不過其中的幻想樹已經滅絕了，所以實質上只有六種。每種棄獸能使用的魔法皆不同，其中只有大海魔與裝鎧龍具有高度的智能。
亞人兵
戰國時代末期，包含賈茲帝國在內的大陸各國所研究、創造，具有獸耳與尾巴等特徵的「亞人」。
是在婦女懷孕時期就對胎兒施以魔法進行干涉和改造，以人工方式製作出的士兵。由於是用來當作戰爭的工具，身體能力比普通人還要優秀。
八英雄
殺死了「禁忌皇帝」阿圖爾·賈茲的各國聯合部隊組成的賈茲帝國皇宮特攻隊八名成員的尊稱。
因為不明原因而讓各國隱藏了他們的身分，成員也多半離群隱居、或在不知名的地方默默死去。
遺體
被八英雄所分裂並各自帶走的賈茲帝國皇帝的遺體的通稱，嘉依卡們所要回收的目的物。蘊含著強大的魔力，以此當作機杖的能量來源可說是上上之選。
拉克語
滅亡的賈茲帝國使用的公用語。
鐵血轉化
亞裘拉村代代相傳的奧義。本質上是一種對自己進行催眠的自我催眠術。
是將全身氣脈給強制活性化，令自己的身體能力大幅上升，而讓自己的技巧發揮到最大幅度的狀態。
因為氣脈的活性化，身上會出現類似刺青的紅色圖案，同時因為身體發出的能量造成空氣中的折射，頭髮和眼睛在旁人看來都會變成紅色的狀態。
雖然能令身體能力大幅上升，但能使用的時間很短，大約只有數分鐘。一旦超過使用時間就會對身體內部造成可能致死的破壞。
缺點則是神經的感覺也被大幅提高，一旦受傷出血量也會隨之增加，所以此招是如同雙刃劍般的存在。
發動後需要長時間的休息與補充營養來補充消耗的身體能量。

## 出版書籍

### 輕小說
| 集數 | 富士見書房              | 富士見書房                       | 台灣角川       | 台灣角川               | 天闻角川      | 天闻角川               |
| 集數 | 發售日期                | ISBN                             | 發售日期       | ISBN                   | 發售日期      | ISBN                   |
| ---- | ----------------------- | -------------------------------- | -------------- | ---------------------- | ------------- | ---------------------- |
| 1    | 2010年12月18日          | ISBN 978-4-8291-3596-9           | 2012年5月10日  | ISBN 978-986-287-691-6 | 2014年12月5日 | ISBN 978-7-5489-1762-5 |
| 2    | 2011年5月20日           | ISBN 978-4-8291-3640-9           | 2012年8月23日  | ISBN 978-986-325-915-2 | 2015年1月5日  | ISBN 978-7-5489-1810-3 |
| 3    | 2011年10月20日          | ISBN 978-4-8291-3692-8           | 2012年12月20日 | ISBN 978-986-325-089-0 | 2015年2月5日  | ISBN 978-7-5489-1833-2 |
| 4    | 2012年3月17日           | ISBN 978-4-8291-3740-6           | 2013年4月12日  | ISBN 978-986-325-243-6 | 2015年5月1日  | ISBN 978-7-5489-1884-4 |
| 5    | 2012年8月17日           | ISBN 978-4-8291-3793-2           | 2013年7月25日  | ISBN 978-986-325-498-0 |               |                        |
| 6    | 2013年1月19日           | ISBN 978-4-8291-3848-9           | 2013年11月27日 | ISBN 978-986-325-673-1 |               |                        |
| 7    | 2013年7月20日           | ISBN 978-4-8291-3913-4           | 2014年4月9日   | ISBN 978-986-325-887-2 |               |                        |
| 8    | 2014年1月18日           | ISBN 978-4-0407-0007-6           | 2014年7月16日  | ISBN 978-986-325-991-6 |               |                        |
| 9    | 2014年4月19日           | ISBN 978-4-04-070090-8           | 2014年12月24日 | ISBN 978-986-366-271-6 |               |                        |
| 10   | 2014年9月20日           | ISBN 978-4-04-070145-5           | 2015年7月25日  | ISBN 978-986-366-600-4 |               |                        |
| 11   | 2014年12月20日          | ISBN 978-4-04-070148-6           | 2015年12月25日 | ISBN 978-986-366-856-5 |               |                        |
| 12   | 2015年3月20日（通常版） | ISBN 978-4-04-070150-9（通常版） | 2017年4月20日  | ISBN 978-986-473-447-4 |               |                        |
| 12   | 2015年3月10日（限定版） | ISBN 978-4-04-070171-4（限定版） | 2017年4月20日  | ISBN 978-986-473-447-4 |               |                        |

### 漫畫
原作：榊一郎，角色原案：生肉ATK，作畫：茶菓山しん太
| 集數 | 角川書店       | 角川書店               | 台灣角川      | 台灣角川               |
| 集數 | 發售日期       | ISBN                   | 發售日期      | ISBN                   |
| ---- | -------------- | ---------------------- | ------------- | ---------------------- |
| 1    | 2012年3月26日  | ISBN 978-4-04-120208-1 | 2013年12月4日 | ISBN 978-986-325-661-8 |
| 2    | 2012年8月26日  | ISBN 978-4-04-120337-8 | 2014年4月16日 | ISBN 978-986-325-915-2 |
| 3    | 2013年5月26日  | ISBN 978-4-04-120633-1 | 2014年5月10日 | ISBN 978-986-325-960-2 |
| 4    | 2014年3月26日  | ISBN 978-4-04-121061-1 | 2015年1月21日 | ISBN 978-986-366-292-1 |
| 5    | 2014年12月26日 | ISBN 978-4-04-102461-4 | 2015年6月17日 | ISBN 978-986-366-559-5 |

校園嘉依卡
原作：榊一郎，角色原案：生肉ATK，作畫：はかにかま
和原作劇情無關的搞笑四格漫畫。
| 集數 | 角川書店     | 角川書店               |
| 集數 | 發售日期     | ISBN                   |
| ---- | ------------ | ---------------------- |
| 1    | 2014年6月9日 | ISBN 978-4-04-070181-3 |

### 畫集
- 富士見文庫出版。
  - ，ISBN 978-4-04-070271-1，2015年3月20日出版。

## 電視動畫
第一期自2014年4月9日於TOKYO MX、SUN電視台、TVQ九州放送、千葉電視台、埼玉電視台、岐阜放送、三重電視台、神奈川電視台、BS11等日本電視台播出，共12話結束。
2014年5月14日於棺姬嘉依卡Twitter及官網上公布製作第2期消息，並於2014年10月8日同樣在TOKYO MX、SUN電視台、TVQ九州放送等日本電視台放送。

### 製作人員
- 原作：榊一郎《棺姬嘉依卡》（富士見Fantasia文庫）
- 角色原案：生肉ATK（Nitro+）
- 監督：增井壮一
- 監督輔佐：小森高博
- 系列構成：待田堂子
- 角色設計：新井伸浩
- 總作畫監督：新井伸浩、諏訪真弘
- 概念設計、機械設計：片貝文洋
- 棄獸設計：草彅琢仁
- 美術設定：金平和茂
- 美術監督：岡本好司
- 色彩設計：
- 攝影監督：福田光
- 編輯：後藤正浩
- 音響監督：三間雅文
- 音樂：長岡成貢
- 音樂製作：flying DOG
- 音樂製作人：佐佐木史朗
- 製作人：田村淳一郎
- 動畫製作人：渡邊
- 動畫製作：BONES
- 製作：「棺姬嘉依卡」製作委員會（第1期）、「棺姬嘉依卡AB」製作委員會（第2期）

### 主題曲
第1期
片頭曲「DARAKENA」
作詞：岩里祐穗，作曲、編曲：manzo，主唱：野水伊織
片尾曲「快樂原理（快楽原理）」
作詞：真名杏樹，作曲：manzo，編曲：尾澤拓實
主唱：coffin princess（安濟知佳、藏合紗惠子、牧野由依）
第2期 & OVA
片頭曲
作詞：真名杏樹，作曲、編曲：manzo，主唱：野水伊織
片尾曲
作詞：真名杏樹，作曲：manzo，編曲：尾澤拓實
主唱：coffin princess（安濟知佳、藏合紗惠子、野水伊織）

### 各話列表
| 話數   | 日文標題   | 中文標題         | 劇本              | 分鏡              | 演出              | 作畫監督                                                        | 原作小說集數  |
| 第1期  | 第1期      | 第1期            | 第1期             | 第1期             | 第1期             | 第1期                                                           | 第1期         |
| ------ | ---------- | ---------------- | ----------------- | ----------------- | ----------------- | --------------------------------------------------------------- | ------------- |
| 第1話  |            | 帶著棺材的少女   | 待田堂子          | 增井壯一          | 綿田慎也          | 新井伸浩                                                        | 第一集        |
| 第2話  |            | 懶人的選擇       | 待田堂子          | 增井壯一          | 塚田拓郎          | 福部聰志                                                        | 第一集        |
| 第3話  |            | 英雄棲息的森林   | 待田堂子          |                   | 佐佐木純人        | 菅野宏紀                                                        | 第二集        |
| 第4話  |            | 裝鎧龍的願望     | 待田堂子          | 小林孝志 增井壯一 | 千葉大輔          | 下條祐未                                                        | 第二集        |
| 第5話  |            | 追逐者、被追逐者 | 土屋理敬          | 增井壯一          | 野亦則行          | 大城勝 德岡紘平                                                 | 第四集        |
| 第6話  |            | 紅與白           | 土屋理敬          | 大橋譽志光        | 綿田慎也          | 菅野宏紀、服部聰志 田中亞優                                     | 第四集        |
| 第7話  |            | 不歸谷           | 土屋理敬          | 塚田拓郎 增井壯一 | 塚田拓郎          | 大貫健一、大城勝 德岡紘平                                       | 第三集        |
| 第8話  |            | 暫慰的帝國       | 待田堂子          |                   | 宮原秀二          | 諏訪真弘、菅野宏紀 福部聰志、田中亞優                           | 原創          |
| 第9話  |            | 記憶的價值       | 待田堂子          | 五味伸介          | 日下部智津子      | 原創 第一集                                                     |               |
| 第10話 |            | 翱翔天際的要塞   | 土屋理敬          | 大橋譽志光        | 布施康之          | 下條祐未、飯飼一幸                                              | 第五集        |
| 第11話 |            | 偽裝的公主       | 土屋理敬          | 寺岡巖            | 三浦陽 池添隆博   | 新井伸浩、大城勝 德岡紘平、永作友克 橋本千繪                    | 第五集 第六集 |
| 第12話 |            | 遺留下來的人     | 土屋理敬          | 增井壯一          | 塚田拓郎 山岸大悟 | 諏訪真弘、菅野宏紀 服部聰志、田中亞優 大貫健一、小森高博        | 第六集        |
| 第2期  |            |                  |                   |                   |                   |                                                                 |               |
| 第1話  |            | 收集遺體的公主   | 待田堂子          | 安藤真裕          | 野亦則行          | 永作友克、德岡紘平                                              | 原創          |
| 第2話  |            | 魔法師的矜持     | 待田堂子          |                   | 宮原秀二          | 菅野宏紀、服部聰志                                              | 原創          |
| 第3話  |            | 若夢迷心之港     | 土屋理敬          | 長尾南            | 塚田拓郎          | 大城勝、竹內旭                                                  | 原創          |
| 第4話  |            | 蠢動之島         | 土屋理敬          | 數井浩子 池添隆博 | 菱川直樹          | 大津直、松岡秀明                                                | 第七集        |
| 第5話  |            | 皇帝的遺產       | 土屋理敬          | 吉田泰三          | 山岸大悟          | 德岡紘平、永作友克                                              | 第七集        |
| 第6話  |            | 瘋狂之城         | 待田堂子          | 長尾南            | 塚田拓郎          | 菅野宏紀、服部聰志                                              | 原創          |
| 第7話  |            | 黑色的意圖       | 待田堂子          |                   | 佐藤育郎          | 伊部由紀子、宗崎暢芳 竹內旭                                     | 原創          |
| 第8話  |            | 鬥爭之鐘         | 待田堂子          | 村田峻治 宮原秀二 | 宮原秀二          | 德岡紘平、永作友克 石野聰                                       | 原創          |
| 第9話  |            | 招來戰禍的寶座   | 待田堂子          | 安藤真裕          | 山岸大悟          | 服部聰志、諏訪真弘 宗崎暢芳、菅野宏紀                           | 原創          |
| 第10話 |            | 扛著機杖的少女   | 待田堂子          | 增井壯一          | 塚田拓郎 增井壯一 | 新井伸浩、永作友克 小森高博、竹內旭 德岡紘平、伊部由起子 石野聰 | 原創          |
| OVA    |            | 被盯上的棺材     | 土屋理敬 待田堂子 | 五十嵐卓哉        | 遠藤徹哉          | 新井伸浩、諏訪真弘                                              | 原創          |
| OVA    | 甦醒的遺跡 |                  | 土屋理敬 待田堂子 | 五十嵐卓哉        | 遠藤徹哉          | 新井伸浩、諏訪真弘                                              | 原創          |

## 外部連結
- 富士見書房《棺姬嘉依卡》介紹 （页面存档备份，存于）（日語）
- 電視動畫《棺姬嘉依卡》官網 （页面存档备份，存于）（日語）
- 電視動畫《棺姬嘉依卡第一季》TOKYO MX 電視台介紹官網 （页面存档备份，存于）（日語）
- 電視動畫《棺姬嘉依卡第二季》TOKYO MX 電視台官網 （页面存档备份，存于）（日語）
- 電視動畫《棺姬嘉依卡第一季》BS11 電視台介紹官網（日語）
- 電視動畫《棺姬嘉依卡第二季》BS11 電視台介紹官網（日語）
- 電視動畫《棺姬嘉依卡》 官方Twitter的X（前Twitter）